# Sankuru (folyó)
A Sankuru folyó a Kongói Demokratikus Köztársaság fontos folyója. Hossza körülbelül 1230 km,  ezzel a Kasai folyó leghosszabb oldalága.
Forrása a Katanga tartományban fekvő Kasaji és Kafakumba városok közelében van a Lunda-hátság (Lunda-küszöb) északi lefutásánál. Felső folyásánál Lubilas néven is ismerik. Eleinte északnak folyik, helyenként nagy vízeséseken bukik alá, majd nyugatra veszi az irányt és néhány városon keresztül vezet útja, ezek közül a nagyobbak Mbuji-Mayi és Lusambo. Bena-Bendinél ömlik a Kasai folyóba a d. sz. 4° 17′ 00″, k. h. 20° 25′ 00″4.283333°S 20.416667°E koordinátáknál.

## Vízhozama
A Sankuru folyó vízgyűjtő területe 156 000 km². A víz szintje az esős évszakban (szeptember-októbertől áprilisig) magasabb. A legalacsonyabb vízszint augusztusban mérhető. A folyó vízhozama a torkolatnál 700–4300 m³/s (éves átlag 2500 m³/s).

## Vízi közlekedés
A folyó a torkolatától 580 km-re fekvő Pania-Mutombóig hajózható. A folyó energiáját a felső folyásán vízerőművel hasznosítják.